# Euphonia imitans
Eufónia-de-coroa-manchada ou gaturamo-de-coroa-pintada (Euphonia imitans) é uma espécie de ave da família Fringillidae.
Pode ser encontrada nos seguintes países: Costa Rica e Panamá.
Os seus habitats naturais são: florestas subtropicais ou tropicais húmidas de baixa altitude e florestas secundárias altamente degradadas.